# カルディオバージョン
カルディオバージョン (英語: cardioversion) とは、心拍が異常に速い不整脈（頻脈）を、電気や薬剤を用いて洞調律に戻す医療行為である。同期式電気的カルディオバージョンは、心周期内の特定の瞬間に治療量の電流を心臓に流し、心臓の刺激伝導系の活動を回復させる方法である(除細動は、心周期内の不特定のタイミングで心臓に治療量の電流を流し、心室細動や無脈性心室頻拍に伴う心停止に対して最も有効な蘇生法である)。 薬理学的カルディオバージョンは、化学的カルディオバージョンとも呼ばれ、電気ショックの代わりに抗不整脈薬を使用する。心臓に対して行う直流通電をカウンターショックと呼び、致死性不整脈に対して行うカウンターショックを除細動(defibrillation)、頻拍性不整脈に対して行うそれがカルディオバージョン(cardioversion)である。

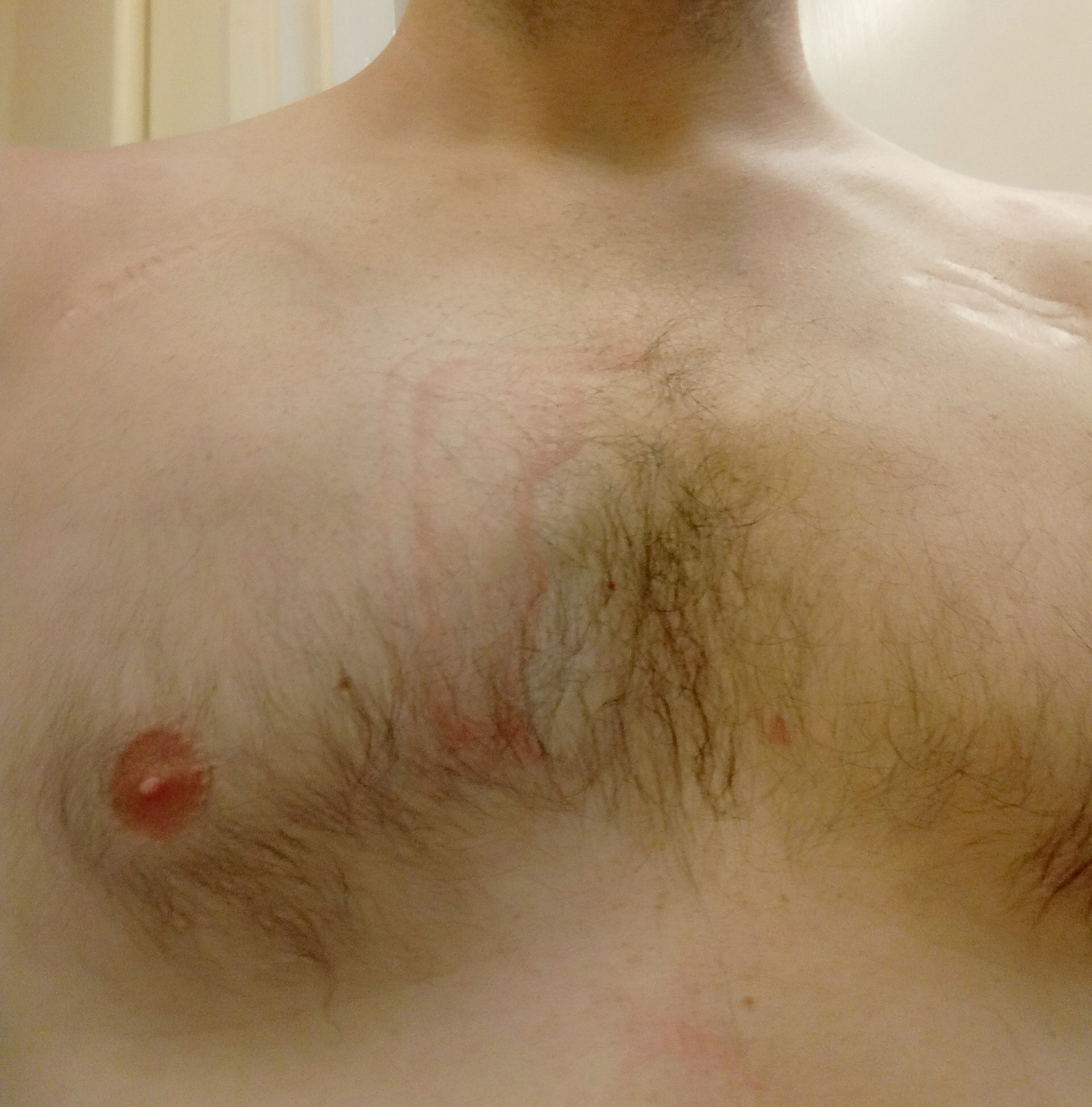
直流電気的カルディオバージョンの1日後に残る熱傷の痕